# Jessica Stretton
Pour les articles homonymes, voir Stretton.
Jessica Stretton (née le 23 mars 2000) est une archère handisport britannique, concourant dans la catégorie W1 pour les athlètes en fauteuil roulant.

## Biographie
Pour ses premiers Jeux paralympiques, en 2016 à Rio, elle remporte la médaille d'or dans la catégorie W1, à l'âge de 16 ans. Elle devient la plus jeune médaille britannique en tir à l'arc. L'année suivante, aux Championnats du monde de tir à l’arc handisport, elle remporte le titre en double mixte avec Jonathan Cavanagh (en) et le titre individuel, tous les deux en W1.
Stretton est nommée membre de l'Ordre de l'Empire britannique (MBE) lors des nominations du Nouvel An 2017 pour ses services rendus au tir à l'arc.
Aux Championnats d'Europe de tir à l'arc handisport à Berlin, elle remporte la médaille d'or en double mixte W1 avec Nathan MacQueen (en),.